# Адамовка (Жмеринский район)
Ада́мовка (укр. Адамівка) — село на Украине, находится в Жмеринском районе Винницкой области.
Код КОАТУУ — 00520280203. Население по переписи 2001 года составляет 199 человек. Почтовый индекс — 23005. Телефонный код — 043-41.
Занимает площадь 4,3 км².
До 17 июля 2020 года входило в состав Барского района Винницкой области.